# Moke (Band)
Moke ist eine niederländische Band aus Amsterdam und wurde 2007 gegründet und wird dem Britpop und Indierock zugeordnet.

## Geschichte
Der in Belfast geborene und aufgewachsene Sänger Felix Maginn spielte in der Band Supersub, bevor er Moke gründete. Für die neue Band gewann er den Gitarristen Phil Tilli (Ex-Tröckener Kecks), den Drummer Rob Klerkx (Ex-Supersub), den Bassisten Marcin Felis (Ex-Flemming) und den Keyboarder Eddy Steeneken (Ex-Flemming).
Während der Aufnahmen zu ihrem Debütalbum Shorland kamen sie mit dem britischen Musiker Paul Weller in Kontakt, da dieser sich in Amsterdam aufhielt, um sein Album As Is Now aufzunehmen. Produzent bei dem Moke-Album und bei Weller war Joeri Saal. Beeindruckt von Mokes Album lud Weller die Band nach England ein, wo sie am 6. und 7. Dezember 2006 im Londoner The Forum für ihn als Supporter auftraten.
Moke erspielt sich einen guten Ruf und trat bei diversen Festivals auf; insbesondere beim London Calling Festival im Paradiso (Amsterdam), BNNs That's Live, Liberation Festival in Haarlem und Lowlands. Darüber hinaus wurde die Band am 12. September 2007 als Support-Act für die britische Band Razorlight engagiert.
Moke spielte beim Pinkpop-Festival 2010 als Tagesauftakt mit dem Metropole Orkest und am 9. Oktober 2010 gab Moke zusammen mit diesem auch ein Konzert in der Heineken Music Hall.
Im Januar 2014 verließ Gitarrist Phil Tilli die Band, 

„[…] omdat de verschillen in inzicht over de muzikale richting niet langer verenigbaar waren.“

„[…] weil die unterschiedlichen Ansichten über die musikalische Ausrichtung nicht mehr kompatibel waren.“

Er wurde durch Robin Berlijn (Fatal Flowers) ersetzt.

## Mode und Werbung
Auffällig ist die Kleidung der Bandmitglieder, die aus eng gebügelten schwarzen Hemd und einer Hose besteht. Aufgrund dieses „coolen“ Aussehens wählte Modedesigner Karl Lagerfeld die Männer von Moke 2007 aus, um seine neue Kollektion zu tragen. Kurz darauf wurde die Band zur bestgekleidetsten Band der Niederlande gewählt.
Auch die Werbewelt griff den Piano-Rock der Band auf. Im Herbst 2007 erschien ein Werbespot des Autoherstellers Toyota mit Mokes dritter Single This Plan für das Model Toyota Yaris. Die zweite Single Here Comes the Summer wurde als Vorspann für die TV-Sendung Family Matters verwendet. Das Intro des Liedes ist fast identisch mit dem Song A blow a crack a pound der 1980er-Band Lancaster.

## Bandname
Vielen zufolge leitet sich Moke von Mokum ab, einem Spitznamen für Amsterdam.

„Daran hatten wir zunächst nicht gedacht, aber das ist eine sehr schöne Assoziation. Denn es ist schon etwas, worauf man stolz sein kann, dass man eine Amsterdamer Band ist.“

In diesem Telegraaf-Interview mit Felix Maginn und Phil Tilli gab Maginn an, dass Moke der Spitzname seines von ihm geliebten Onkels sei.

## Trivia
- Im Jahr 2010 war Gitarrist Phil Tilli der erste niederländische Botschafter des Record Store Day.
- Durch einen Brand im Amsterdamer Musikzentrum Melody Line am 30. Mai 2015 verlor Moke alle im Übungsraum gelagerten Instrumente.
- Seit 2018 ist Maggin Mitglied der Beatles-Tribut-Band The Analogues.

## Diskografie

### Alben
- 2007: Shorland
- 2009: The Long & Dangerous Sea
- 2010: Moke + Metropole Orkest
- 2011: Till Death Do Us Part
- 2014: Collider

### Singles
- 2007: Last Chance
- 2007: Here Comes the Summer
- 2007: This Plan
- 2008: Heart Without a Home
- 2008: We'll Dance (Remix) – Moke vs Don Diablo
- 2008: The Long Way
- 2009: Switch
- 2009: Love My Life
- 2015: Let It Burn